# Maison de Jovan Smederevac
La maison de Jovan Smederevac (en serbe cyrillique : Кућа Јована Смедеревца ; en serbe latin : Kuća Jovana Smederevca) est située à Belgrade, la capitale de la Serbie, dans la municipalité urbaine de Stari grad. Construite en 1901, elle est inscrite sur la liste des biens culturels de la ville de Belgrade.

## Présentation
La maison de l'ingénieur Jovan Smederevac, située 27 rue Nušićeva, a été construite en 1901 d'après les plans de son propriétaire. Elle est conçue comme un bâtiment d'angle, avec une façade principale plus étroite surmontée d'un dôme. La structure symétrique de l'ensemble, soulignée par le rythme des façades, est encore caractéristique du style académique du XIXe siècle ; en revanche la décoration relève de l'Art nouveau, avec des ornements floraux et un balcon en fer forgé qui avance sur la façade principale.